# Weißwurzen
Die Weißwurzen (Polygonatum), einzelne Arten auch Salomonssiegel oder Gelenkwurzen genannt, sind eine Pflanzengattung der Familie der Spargelgewächse (Asparagaceae). Die seit 2015 etwa 71 Arten gedeihen in den gemäßigten Gebieten der Nordhalbkugel. Besonders die Kultursorten werden auch als „Glöckchen unterm Dach“ bezeichnet.

## Beschreibung

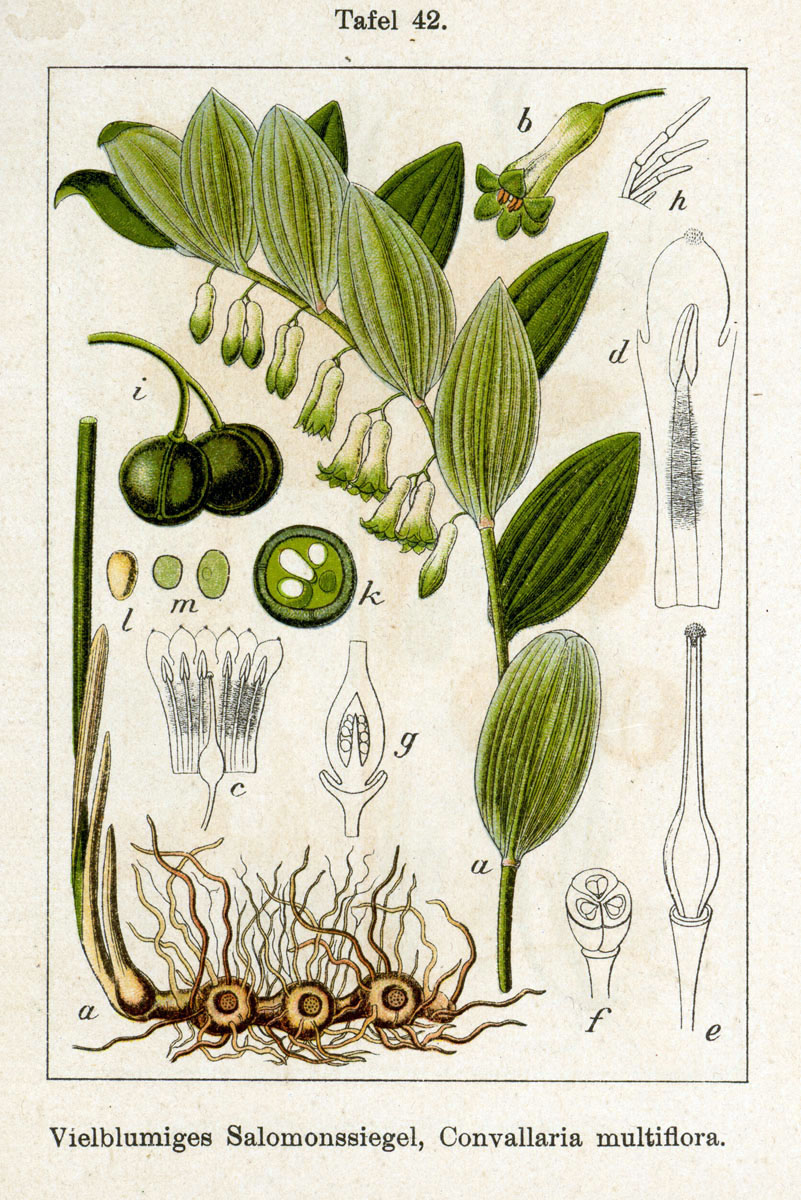
Illustration aus Sturm der Vielblütigen Weißwurz (Polygonatum multiflorum)

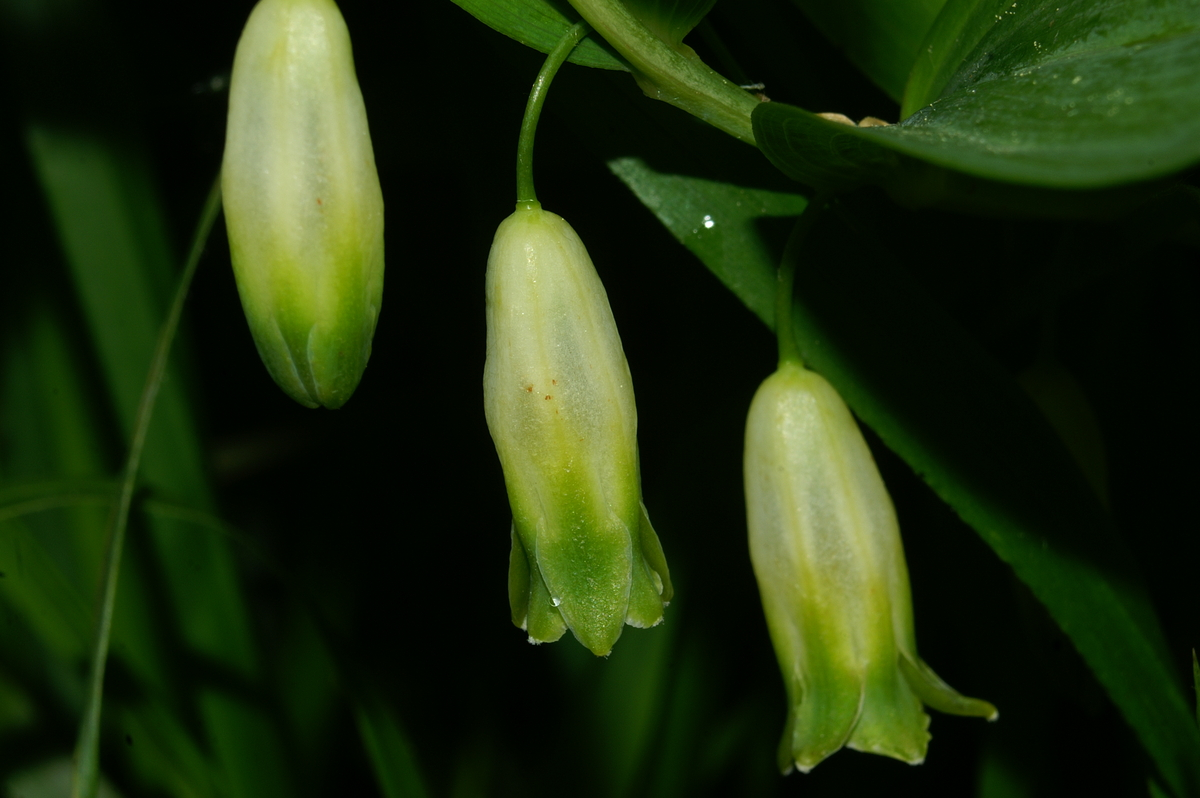
Gestielte Blüten im Detail des Echten Salomonssiegels (Polygonatum odoratum)

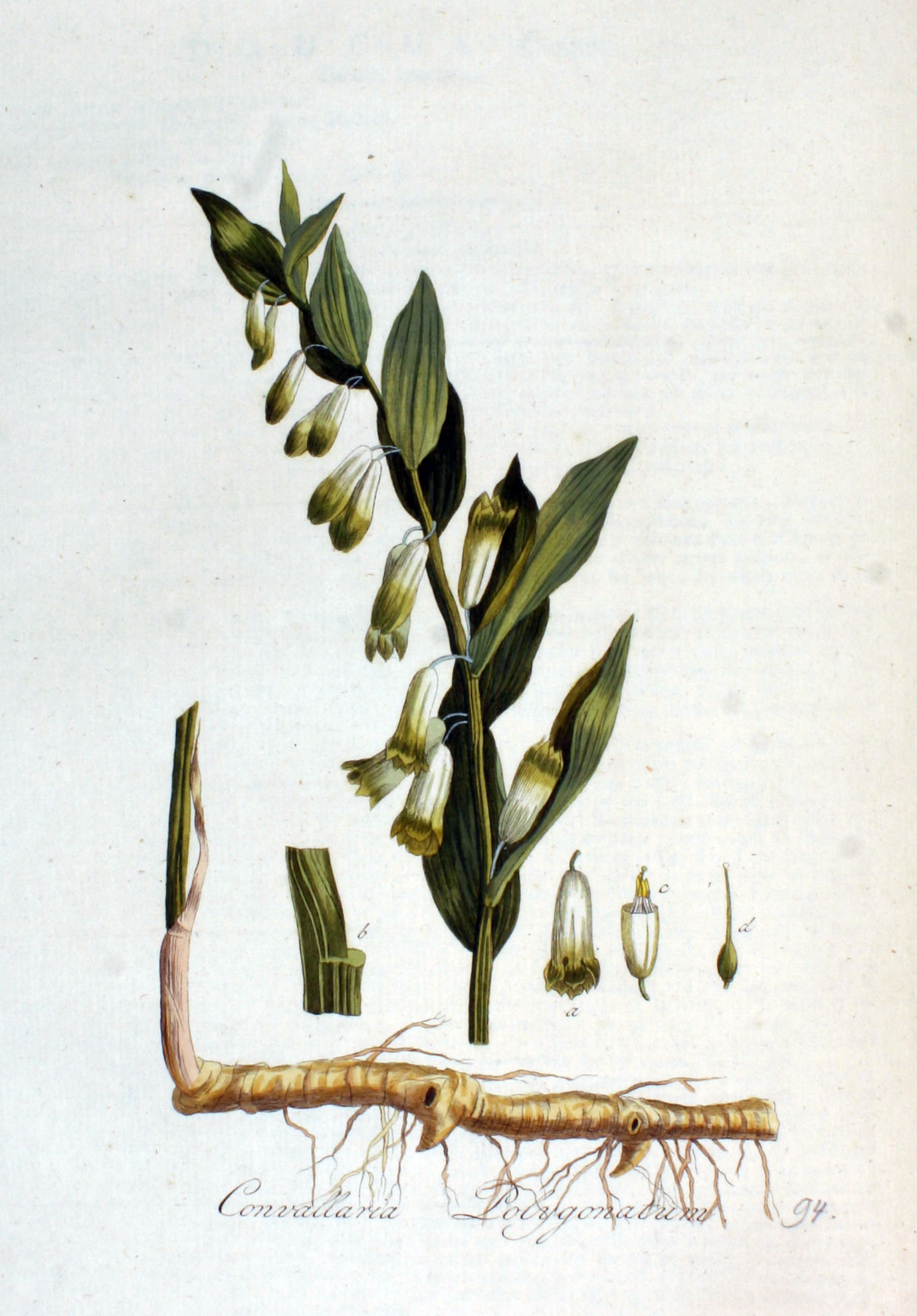
Illustration des Echten Salomonssiegels (Polygonatum odoratum) aus Flora Batava, Volume 2 – gut dargestellt ist das Rhizom

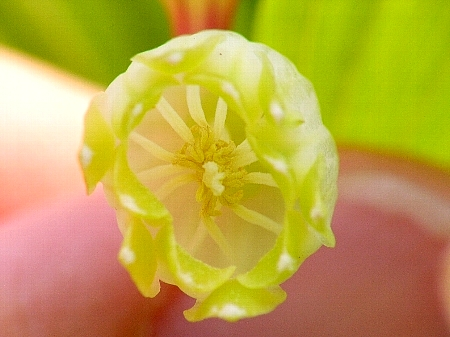
Blüte im Detail des Echten Salomonssiegels (Polygonatum odoratum)

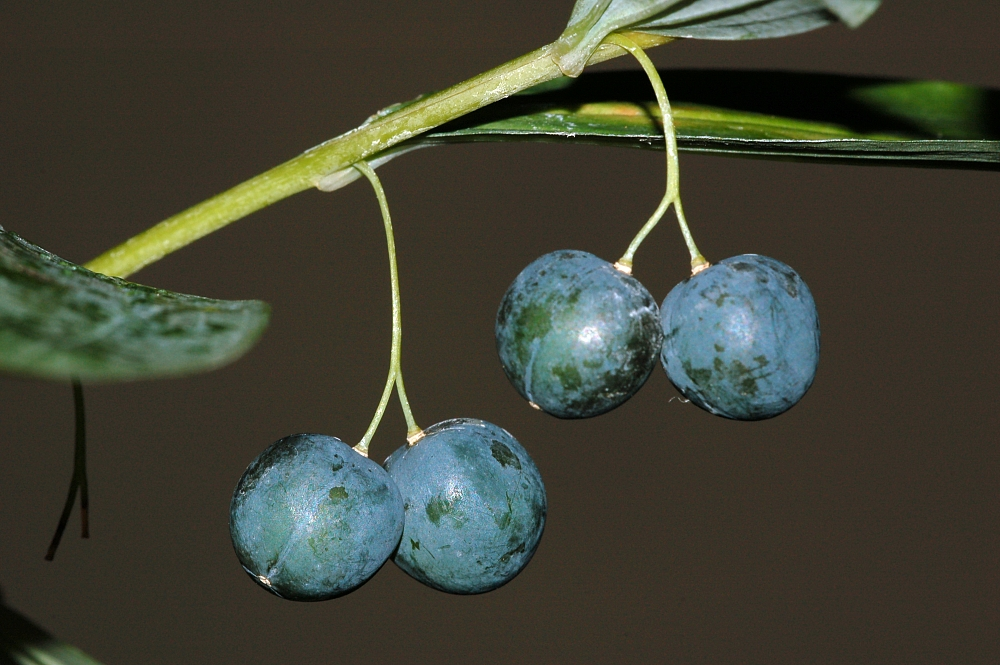
Gestielte Früchte der Vielblütigen Weißwurz (Polygonatum multiflorum)

### Vegetative Merkmale
Die Polygonatum-Arten sind ausdauernde krautige Pflanzen. Es sind rhizombildende, sympodial verzweigende Pflanzen, die meist in der Erde wurzeln, selten aber auch epiphytisch leben. Es werden meist knotige, verzweigte Rhizome als Überdauerungsorgane gebildet. Die Wurzeln sind fein bis fleischig. Der einfache, unverzweigt, behaarte oder unbehaarte Stängel wächst aufrecht, zurückgebogen, manchmal auch mehr oder wenig kletternd.
Die gegenständig, wechselständig und zweizeilig bis spiralig oder auch in Quirlen, zur Spitze hin zum Teil auch rankend an den Stängeln verteilt angeordneten Laubblätter stehen seitlich und pseudoterminal aufsitzend oder an kurzen Blattstielen. Die einfachen Blattspreiten eiförmig bis lineal mit glattem Blattrand.

### Generative Merkmale
Die Blüten stehen in den Blattachseln der oberen Blätter einzeln oder zu wenigen (meist 1 bis 10, selten bis zu 15) in traubigen Blütenständen zusammen. Tragblätter können vorkommen, wenn sie vorhanden sind, sind sie krautig, membranartig oder papierartig, sind beständig oder abfallend.
Die Blüten hängen meist, nur selten stehen sie aufrecht an den Blütenstielen, die zur Spitze hin gegliedert sind. Die zwittrigen Blüten sind dreizählig. Die sechs gleichgestaltigen Blütenhüllblätter sind bis mindestens zur Hälfte ihrer Länge röhrig bis zylindrisch miteinander verwachsen. Es sind sechs Staubblätter vorhanden, die aus den Blütenhüllblättern nicht hinausragen. Die Staubfäden sind in der Mitte mit der Perigonröhre verwachsen, der frei stehende Teil ist fadenförmig oder abgeflacht, kurz oder lang, glatt, papillös oder behaart. Die nach innen gewendeten Staubbeutel sind an der Basis oder rückseitig an den Staubfäden fixiert und frei, die Basis ist zweilappig. Drei Fruchtblätter sind zu einem oberständigen Fruchtknoten verwachsen. Jede der drei Fruchtknotenkammern enthalten zwei bis acht Samenanlagen. Der schlanke Griffel endet in einer kleinen, kopfigen bis dreilappigigen Narbe. Es sind Septalnektarien vorhanden.
Die kugelförmigen, fleischigen Beeren enthalten einige (bis zu mehr als zehn) Samen und weisen bei Reife Farben von dunkel-blau bis schwarz, selten rot auf. Die mehr oder weniger kugelförmigen Samen weisen einen Durchmesser von 3 bis 4,5 Millimetern auf und sind hell-gelblich bis bräunlich-olivfarben.
Die Chromosomengrundzahl beträgt meist x = 10; es kommt x = 9 bis 15 vor.

## Systematik

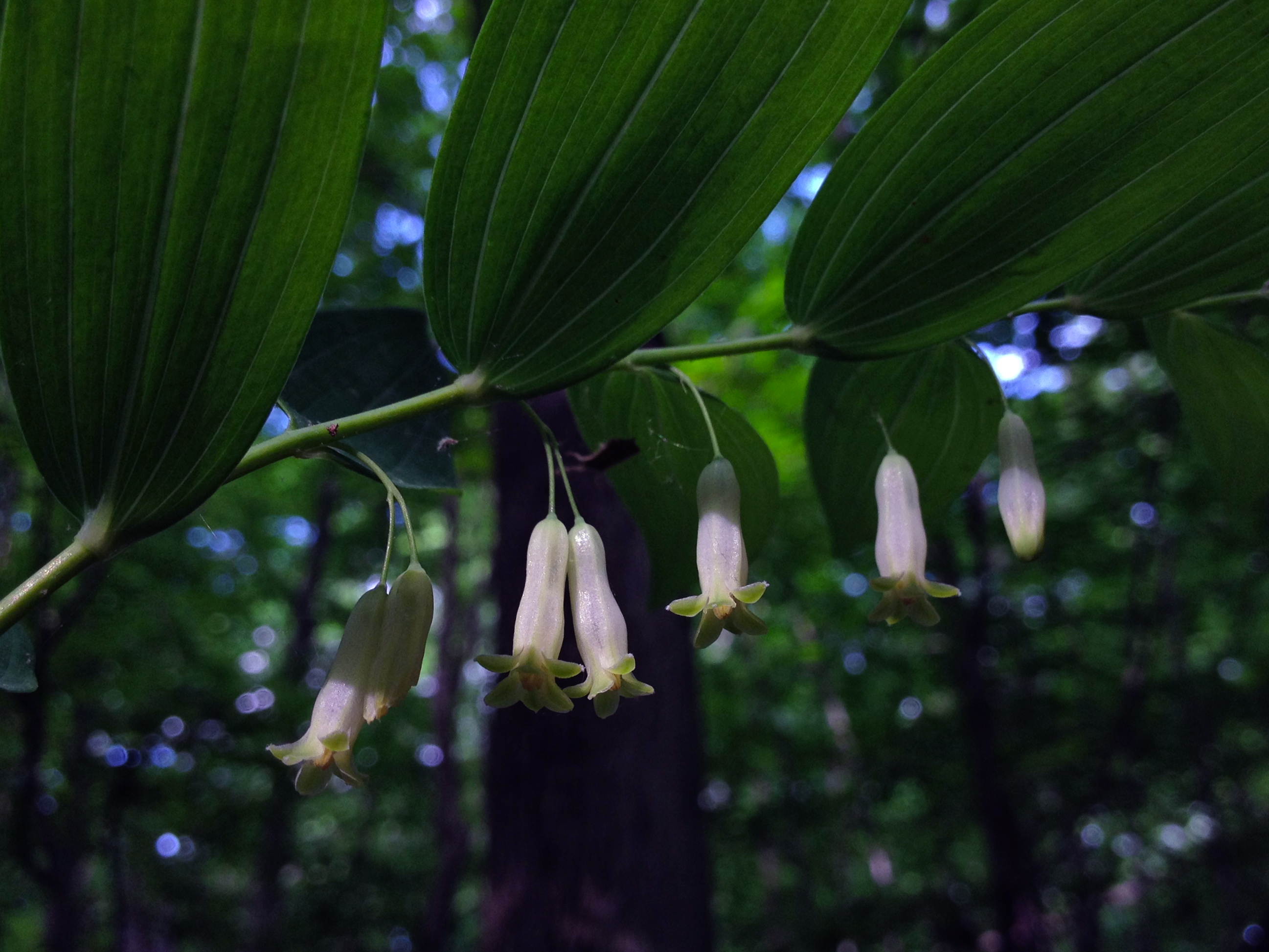
Polygonatum biflorum

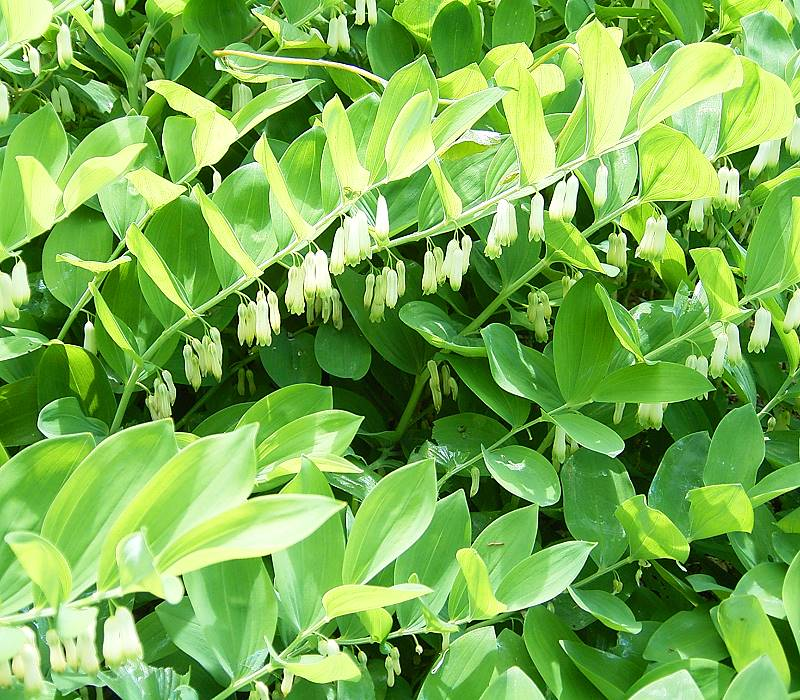
Polygonatum falcatum

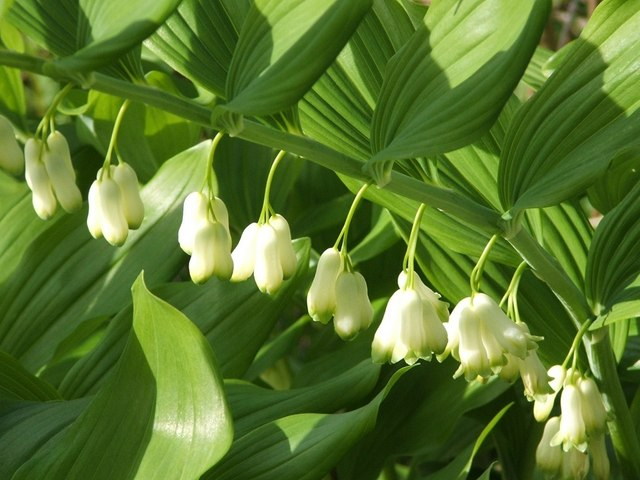
Polygonatum ×hybridum

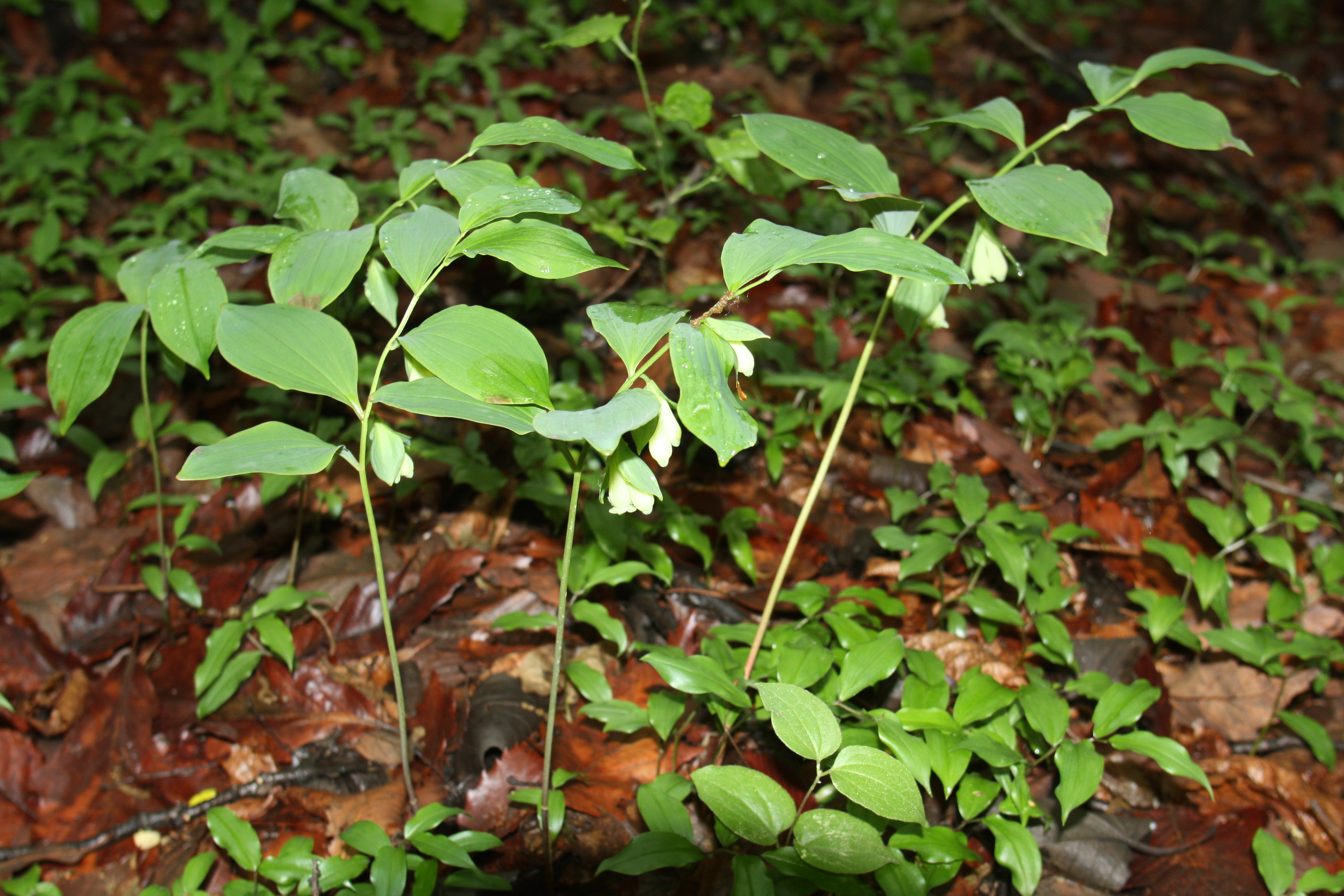
Polygonatum involucratum

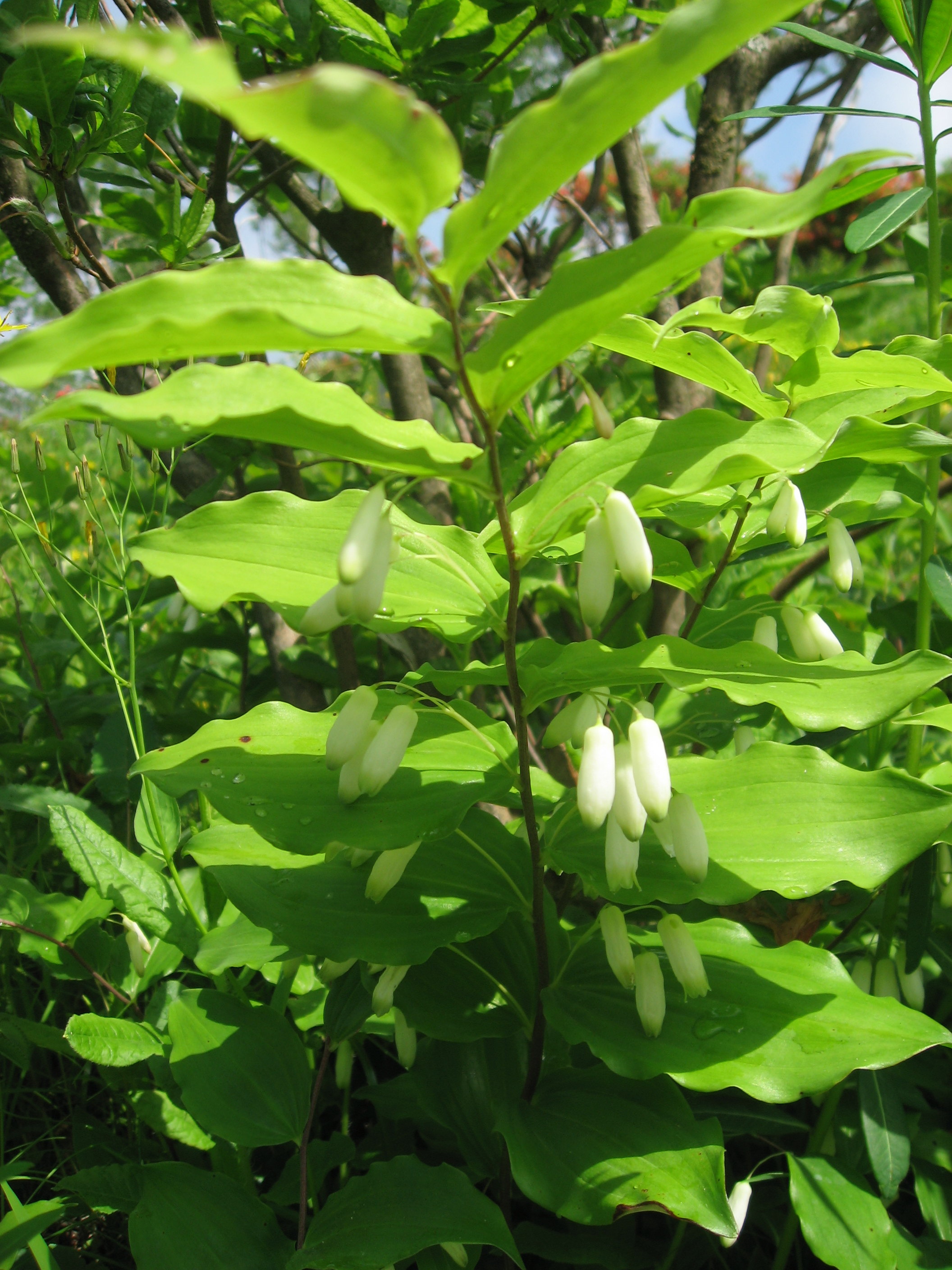
Polygonatum lasianthum

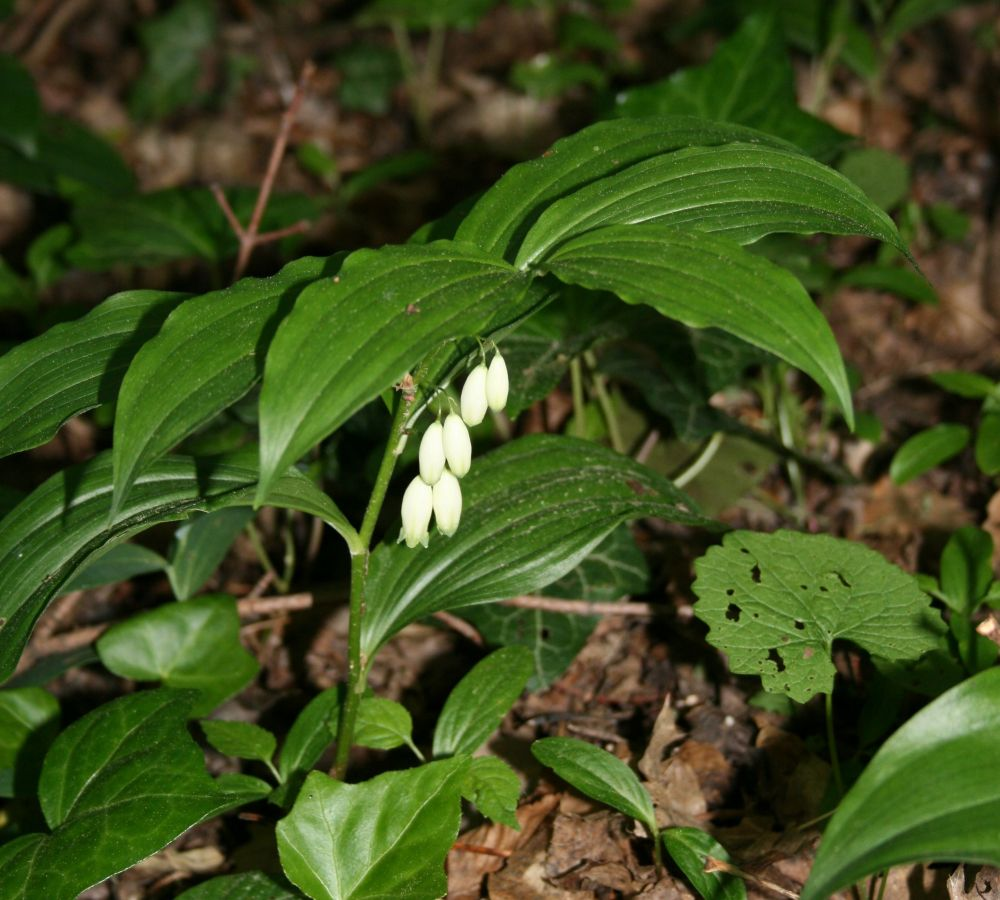
Auen-Weißwurz (Polygonatum latifolium)

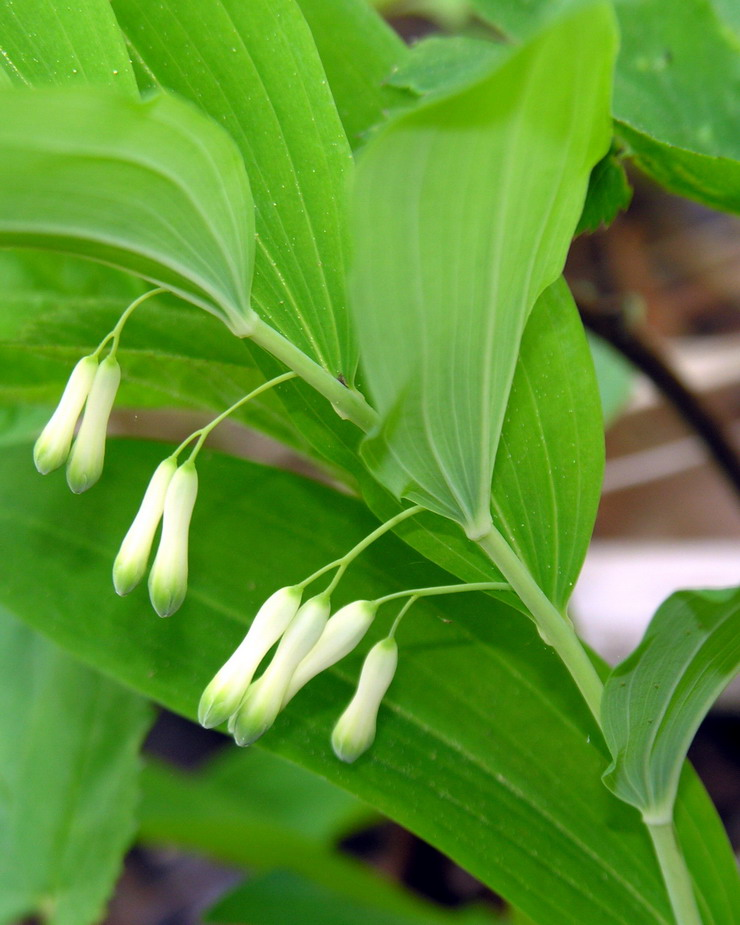
Vielblütige Weißwurz (Polygonatum multiflorum)

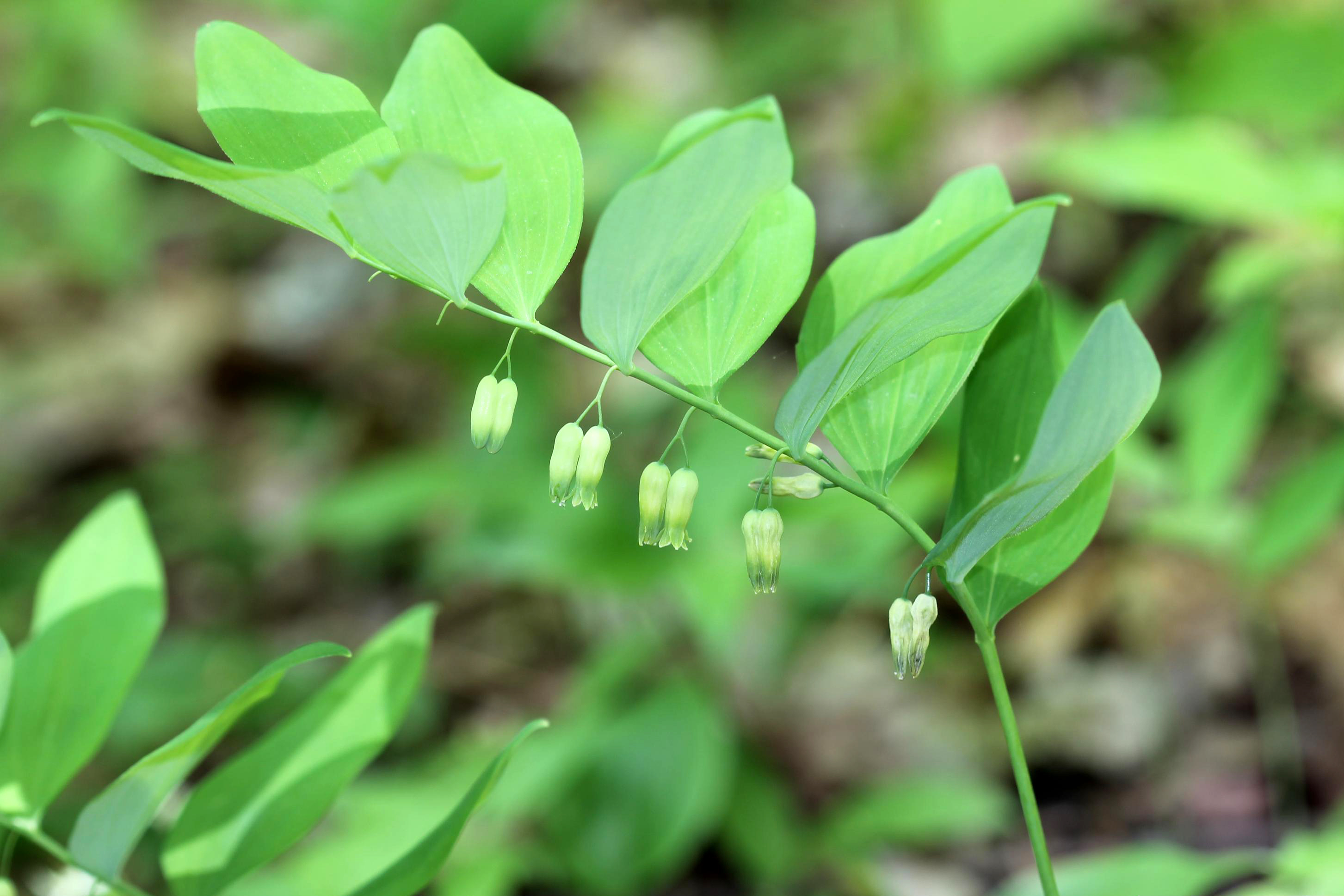
Polygonatum pubescens

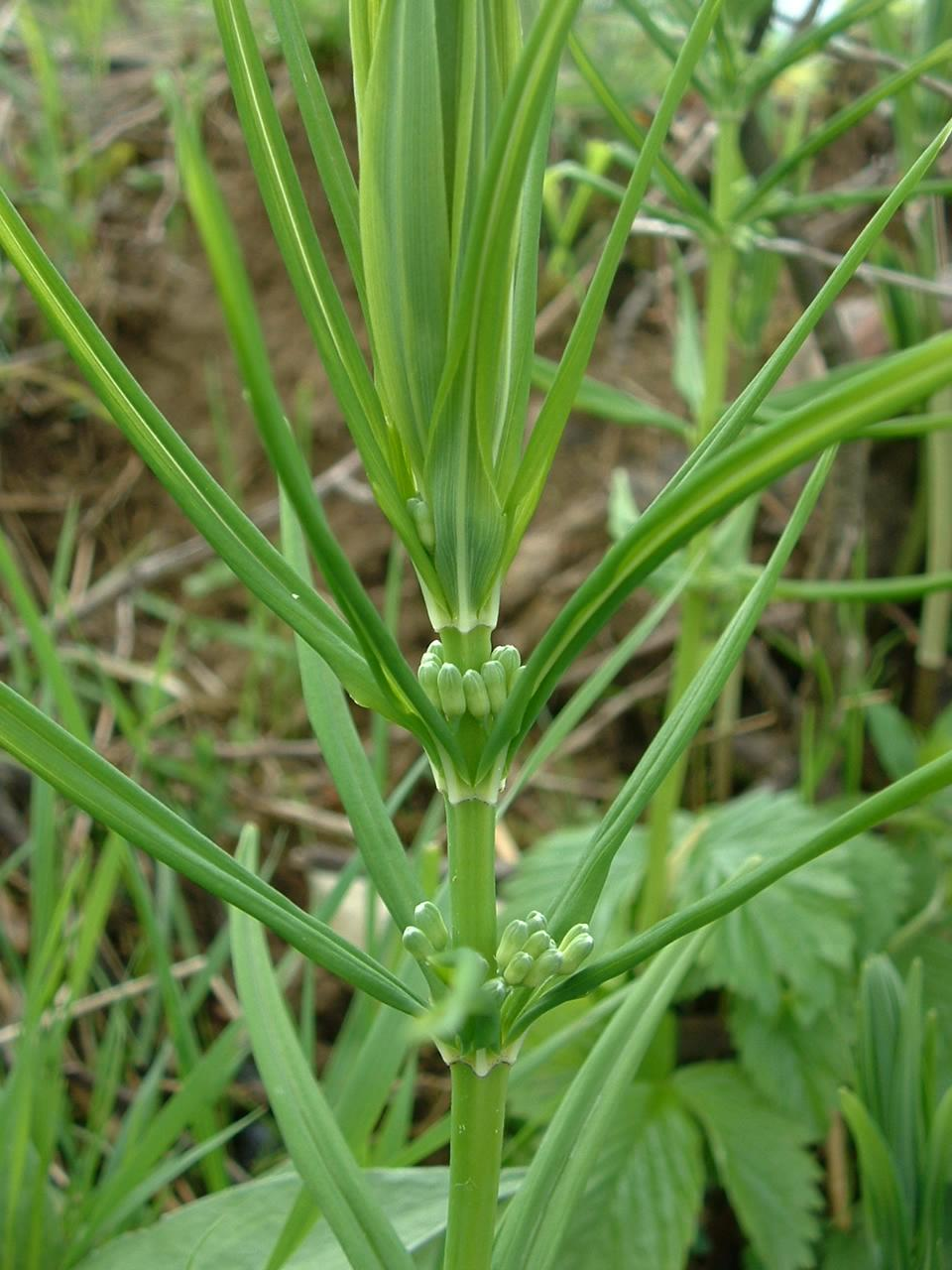
Quirlblättrige Weißwurz (Polygonatum verticillatum)

Die Gattung Polygonatum wurde 1754 durch Philip Miller aufgestellt. Synonyme für Polygonatum Mill. sind: Axillaria Raf. nom. superfl., Salomonia Heist. ex Fabr., Evallaria Neck., Siphyalis Raf., Codomale Raf., Troxilanthes Raf., Campydorum Salisb., Periballanthus Franch. & Sav., Sigillum Montandon.
Es gibt seit 2015 insgesamt etwa 71 Polygonatum-Arten. In China findet man 39, davon kommen 20 nur dort vor. In Mitteleuropa kommen die vier Arten Auen-Weißwurz (Polygonatum latifolium), Vielblütige Weißwurz (Polygonatum multiflorum) Wohlriechende Weißwurz oder Echtes Salomonssiegel (Polygonatum odoratum) und Quirlblättrige Weißwurz (Polygonatum verticillatum) vor.
Es gibt etwa 71 Polygonatum-Arten und etwa 7 Hybriden:
- Polygonatum acuminatifolium Kom. (Syn.: Polygonatum quinquefolium Kitag.): Sie kommt von Russlands Fernem Osten bis zu den chinesischen Provinzen Hebei, Jilin sowie vielleicht Liaoning vor[3] und wurde 2014 in Korea nachgewiesen.[1]
- Polygonatum adnatum S.Yun Liang: Dieser Endemit gedeiht an schattigen Hängen in Höhenlagen von etwa 2300 Metern nur im Leibo Xian im südlichen Sichuan.[3]
- Polygonatum amabile Yatabe: Sie kommt auf den japanischen Inseln Honshu und Kyushu vor.[1]
- Polygonatum angelicum Floden: Sie wurde 2015 aus Arunachal Pradesh bis zum südöstlichen Tibet erstbeschrieben.[1]
- Polygonatum annamense Floden: Sie wurde 2015 aus Vietnam erstbeschrieben.[1]
- Polygonatum arisanense Hayata: Sie kommt in Taiwan vor.[1]
- Polygonatum autumnale Floden: Sie wurde 2015 aus Arunachal Pradesh erstbeschrieben.[1]
- Polygonatum × azegamii (Ohwi) M.N.Tamura = Polygonatum falcatum × Polygonatum involucratum. Sie kommt in Japan vor.[1]
- Polygonatum biflorum (Walter) Elliott: Sie ist in Nordamerika von Kanada über die Vereinigten Staaten bis ins nordöstliche Mexiko weitverbreitet.[2]
- Polygonatum brevistylum Baker: Sie kommt von Nepal bis zum östlichen Himalaja vor.[1]
- Polygonatum × buschianum Tzvelev: Dieser Endemit kommt nur auf der Krim vor.[1]
- Polygonatum campanulatum G.W.Hu: Sie wurde 2015 aus dem westlichen Yunnan erstbeschrieben.[1]
- Polygonatum cathcartii Baker: Sie kommt von Bhutan, Nepal und Sikkim über Tibet bis zu den chinesischen Provinzen Sichuan sowie Yunnan vor.[3]
- Polygonatum chingshuishanianum S.S.Ying: Sie kommt nur in Taiwan vor.[1]
- Polygonatum cirrhifolium (Wall.) Royle: Sie kommt vom Himalaja (Indien, Bhutan, Nepal, Sikkim) über Tibet bis zu den chinesischen Provinzen Gansu, Guangxi, Ningxia, Qinghai, Shaanxi, Sichuan sowie Yunnan vor.[3]
- Polygonatum costatum Floden: Sie wurde 2015 aus dem nördlichen Thailand erstbeschrieben.[1]
- Polygonatum cryptanthum H.Lév. & Vaniot: Sie kommt auf der japanischen Insel Kyushu und im südlichen Korea vor.[1]
- Polygonatum curvistylum Hua: Sie gedeiht in Wäldern und in Grasländern in Höhenlagen von 2700 bis 3900 Metern im westlichen Sichuan sowie nordwestlichen Yunnan.[3]
- Polygonatum cyrtonema Hua (Syn.: Polygonatum henryi Diels, Polygonatum martini H.Lév., Polygonatum multiflorum var. longifolium Merr., Polygonatum brachynema Hand.-Mazz.): Sie gedeiht in Wäldern, im Dickicht und an schattigen Hängen in Höhenlagen von 500 bis 2100 Metern in den chinesischen Provinzen Anhui, Fujian, Guangdong, Guangxi, Guizhou, Henan, Hubei, Hunan, Jiangsu, Jiangxi, Sichuan, Zhejiang und vielleicht in Qin Ling in südlichen Shaanxi.[3]
- Polygonatum × desoulavyi Kom. = Polygonatum humile × Polygonatum involucratum. Sie kommt in Heilongjiang, im nördlichen Japan und von Korea bis Russlands Fernen Osten vor.[1][3]
- Polygonatum dolichocarpum M.N.Tamura, Fuse & Y.P.Yang: Sie wurde 2014 aus Yunnan erstbeschrieben.[1]
- Polygonatum × domonense Satake = Polygonatum involucratum × Polygonatum lasianthum. Sie kommt nur auf der japanischen Insel Honshu vor.[1]
- Polygonatum falcatum A.Gray (Syn.: Polygonatum giganteum var. falcatum (A.Gray) Maxim.): Es gibt zwei Varietäten:[1]
  - Polygonatum falcatum A.Gray var. falcatum (Syn.: Polygonatum canaliculatum var. sublanceolatum Miq., Polygonatum stenanthum Nakai, Polygonatum umbellatum H.Lév. nom. illeg., Polygonatum tenuiflorum Koidz., Polygonatum falcatum var. tenuiflorum (Koidz.) Ohwi, Polygonatum kiotense N.Yonez.): Sie kommt in Japan und im südlichen Korea vor.[1]
  - Polygonatum falcatum var. hyugaense Hiyama: Dieser Endemit kommt nur auf der japanischen Insel Kyushu vor.[1]
- Polygonatum filipes Merr. ex C.Jeffrey & McEwan: Sie gedeiht in Wäldern, im Dickicht und an Grashängen in Höhenlagen von 200 bis 600 Metern in den chinesischen Provinzen Anhui, Fujian, Guangdong, Guangxi, Hunan, Jiangsu, Jiangxi sowie Zhejiang.[3]
- Polygonatum franchetii Hua: Sie gedeiht in Wäldern in Höhenlagen von 1100 bis 1900 Metern in den chinesischen Provinzen Sichuan, Hubei, Shaanxi und Hunan vor.[3]
- Polygonatum geminiflorum Decne.: Sie kommt vom nördlichen Pakistan bis zum westlichen Himalaja vor.[1]
- Polygonatum glaberrimum K.Koch: Sie kommt von der nordöstlichen Türkei bis zum nördlichen Iran vor.[1]
- Polygonatum gongshanense L.H.Zhao & X.J.He: Sie wurde 2014 aus Yunnan erstbeschrieben.[1]
- Polygonatum gracile P.Y.Li (Syn.: Polygonatum tsinlingense Tsui): Sie gedeiht in Wäldern und an Grashängen in Höhenlagen von 2100 bis 2400 Metern in den chinesischen Provinzen Gansu, Shaanxi sowie Shanxi.[3]
- Polygonatum graminifolium Hook.: Sie kommt im westlichen Himalaja vor.[1]
- Polygonatum grandicaule Y.S.Kim, B.U.Oh & C.G.Jang: Sie kommt im südlichen Korea vor.[1]
- Polygonatum griffithii Baker: Sie kommt von Arunachal Pradesh über Nepal bis Tibet vor.[1][3]
- Polygonatum hirtellum Hand.-Mazz. (Syn.: Polygonatum alternicirrhosum var. piliferum P.Y.Li): Sie gedeiht in Wäldern und an offenen Hängen in Höhenlagen von 1000 bis 2900 Metern in den chinesischen Provinzen südliches Gansu sowie Sichuan und vielleicht in Qin Ling im südlichen Shaanxi.[3]
- Polygonatum hookeri Baker (Syn.: Polygonatum pumilum Hua): Sie kommt vom Himalaja (nördlichen Indien, Sikkim) über Tibet bis zu den chinesischen Provinzen Gansu, Qinghai, Sichuan sowie Yunnan und vielleicht in Qin Ling im südlichen Shaanxi vor.[1][3]
- Polygonatum humile Fisch. ex Maxim. (Syn.: Polygonatum officinale var. humile (Fisch. ex Maxim.) Baker, Polygonatum humillimum Nakai, Polygonatum humile var. humillimum (Nakai) Y.N.Lee): Sie kommt vom östlichen Kasachstan, den chinesischen Provinzen Hebei, Heilongjiang, Jilin, Liaoning sowie Shanxi, in Korea, in der Mongolei, in Russlands Fernen Osten, Sibirien bis Japan und vielleicht in der Inneren Mongolei vor.[1][3]
- Polygonatum × hybridum Brügger (= Polygonatum multiflorum × Polygonatum odoratum, Syn.: Polygonatum × intermedium var. symeanum Rouy, Polygonatum officinale var. intermedium (Boenn.) Syme, Polygonatum multiflorum var. intermedium (Boenn.) Baker, Polygonatum × intermedium (Boenn.) Brügger nom. illeg., Polygonatum × mixtum K.Richt., Polygonatum multiflorum subsp. intermedium (Boenn.) K.Richt., Polygonatum × intermedium var. boenninghausenii in G.Rouy & J.Foucaud nom. inval.) Sie kommt in Europa vor.[1]
- Polygonatum inflatum Kom.: Sie kommt in den chinesischen Provinzen Heilongjiang, Jilin sowie Liaoning in Japan und von Korea bis Russlands Fernen Osten vor.[1][3]
- Polygonatum infundiflorum Y.S.Kim, B.U.Oh & C.G.Jang: Sie kommt im südlichen Korea vor.[1]
- Polygonatum involucratum (Franch. & Sav.) Maxim.: Sie kommt in Japan und von Korea bis Russlands Fernen Osten vor.[1]
- Polygonatum jinzhaiense D.C.Zhang & J.Z.Shao: Sie wurde 2000 aus der chinesischen Provinz Anhui erstbeschrieben.[1]
- Polygonatum kingianum Collett & Hemsl. (Syn.: Polygonatum vietnamicum L.I.Abramova): Sie kommt von Indochina bis ins südliche China vor.[1]
- Polygonatum × krylovii (Ameljcz. & Malachova) A.L.Ebel = Polygonatum humile × Polygonatum odoratum.  Sie kommt in Sibirien vor.[1]
- Polygonatum lasianthum Maxim.: Sie kommt in Korea und Japan vor.[1]
- Auen-Weißwurz (Polygonatum latifolium Desf., Syn.: Polygonatum hirtum (Bosc ex Poir.) Pursh, Polygonatum canaliculatum Miq. nom. illeg., Polygonatum skorpili Velen.): Sie kommt von Mitteleuropa bis in die Türkei vor, fehlt aber in Deutschland und in der Schweiz.[1]
- Polygonatum leiboense S.C.Chen & D.Q.Liu: Dieser Endemit gedeiht nur in Höhenlagen von etwa 2000 Metern kommt nur im Leibo Xian im südlichen Sichuan.[3]
- Polygonatum longistylum Y.Wan ex C.Z.Gao: Dieser Endemit kommt nur im Bose Xian im westlichen Teil des chinesischen Autonomen Gebiet Guangxi vor.[3]
- Polygonatum luteoverrucosum Floden: Sie kommt von Arunachal Pradesh bis ins südöstliche Tibet vor.[1] Sie wurde 2015 erstbeschrieben.
- Polygonatum macranthum (Maxim.) Koidz.: Sie kommt in Japan vor.[1]
- Polygonatum macropodum Turcz.: Sie kommt im nördlichen China vor.[1]
- Polygonatum megaphyllum P.Y.Li: Sie kommt im zentralen China vor.[1]
- Polygonatum mengtzense F.T.Wang & Tang: Sie kommt von den chinesischen Provinzen Yunnan und Guangxi bis Vietnam vor.[1]
- Vielblütige Weißwurz (Polygonatum multiflorum (L.) All.): Sie kommt von Europa bis zum Kaukasus, von Pakistan bis zum westlichen Himalaja und in Assam vor.[1]
- Polygonatum nervulosum Baker: Sie kommt im östlichen Himalaja vor.[1]
- Polygonatum nodosum Hua: Sie kommt im zentralen und südlichen China vor.[1]
- Wohlriechende Weißwurz oder Echtes Salomonssiegel (Polygonatum odoratum) (Mill.) Druce: Sie kommt in drei Varietäten von Europa bis Japan vor:[1]
  - Polygonatum odoratum var. maximowiczii (F.Schmidt) Koidz. (Syn.: Polygonatum maximowiczii F.Schmidt, Polygonatum officinale var. maximowiczii (F.Schmidt) Maxim., Polygonatum thunbergii var. maximowiczii (F.Schmidt) Nakai, Polygonatum hondoense Nakai ex Koidz.): Sie kommt von Russlands Fernen Osten bis ins nördliche sowie nördlich-zentrale Japan vor.[1]
  - Polygonatum odoratum (Mill.) Druce var. odoratum
  - Polygonatum odoratum var. pluriflorum (Miq.) Ohwi (Syn.: Polygonatum officinale var. pluriflorum Miq., Polygonatum vulgare var. macranthum Hook. f., Polygonatum odoratum var. macranthum (Hook. f.) H.Hara, Polygonatum officinale var. macranthum (Hook. f.) Hua, Polygonatum japonicum var. variegatum Nakai, Polygonatum quelpaertense Ohwi, Polygonatum odoratum var. quelpaertense (Ohwi) H.Hara, Polygonatum planifilum Kitag. & Hir.Takah.): Sie kommt in Korea und Japan vor.
- Polygonatum omeiense Z.Y.Zhu: Dieser Endemit gedeiht an bewaldeten Hängen in Höhenlagen von etwa 1800 Metern nur im Emei Shan im zentralen Sichuan.[3]
- Polygonatum oppositifolium (Wall.) Royle: Es gibt zwei Varietäten:[1]
  - Polygonatum oppositifolium var. decipiens Baker: Sie kommt von Sikkim bis Assam vor.[1]
  - Polygonatum oppositifolium (Wall.) Royle var. oppositifolium: Sie kommt von Assam über Nepal, Bhutan, Sikkim bis ins südliche Tibet vor.[1][3]
- Polygonatum orientale Desf.: Sie kommt von der Türkei bis zum nördlichen Iran und auf der Krim vor.[1]
- Polygonatum prattii Baker: Sie gedeiht in Wäldern, im Dickicht und an Grashängen in Höhenlagen von 2500 bis 3300 Metern im westlichen Sichuan sowie im nordwestlichen Yunnan vor.[3]
- Polygonatum × pseudopolyanthemum Miscz. ex Grossh. = Polygonatum glaberrimum × Polygonatum orientale. Sie kommt im Kaukasusraum vor.[1]
- Polygonatum pubescens (Willd.) Pursh: Sie kommt vom östlichen Kanada bis in die östlichen, nördlichen und zentralen Vereinigten Staaten vor.[2]
- Polygonatum punctatum Royle ex Kunth: Sie kommt vom östlichen Nepal bis zum westlichen Yunnan vor.[1]
- Polygonatum qinghaiense Z.L.Wu & Y.C.Yang: Sie wurde 2005 aus Qinghai erstbeschrieben.[1]
- Polygonatum robustum (Korsh.) Nakai: Sie kommt nur in Korea vor.[1]
- Polygonatum roseum (Ledeb.) Kunth: Sie kommt von Zentralasien bis zum westlichen China vor.[1]
- Polygonatum sewerzowii Regel: Sie kommt vom nordöstlichen Iran bis Zentralasien vor.[1]
- Polygonatum sibiricum F.Delaroche: Sie kommt von Sibirien bis Bhutan und Korea vor.[1]
- Polygonatum singalilense H.Hara: Sie kommt von Nepal bis Bhutan vor.[1]
- Polygonatum sparsifolium F.T.Wang & Tang: Sie wurde 2002 aus der chinesischen Provinz Hubei erstbeschrieben.[1]
- Polygonatum stenophyllum Maxim.: Sie kommt vom südlichen Teil Russlands Fernen Osten bis Korea vor.[1]
- Polygonatum stewartianum Diels: Sie kommt in Sichuan und Yunnan vor.[1]
- Polygonatum × tamaense H.Hara = Polygonatum falcatum × Polygonatum lasianthum. Sie kommt nur auf der japanischen Insel Honshu vor.[1]
- Polygonatum tessellatum F.T.Wang & Tang: Sie kommt von China bis Indochina vor.[1]
- Polygonatum urceolatum (J.M.H.Shaw) Floden: Sie wurde 2014 erstbeschrieben und kommt von Guangxi bis ins nördliche Vietnam vor.[1]
- Quirlblättrige Weißwurz (Polygonatum verticillatum (L.) All., Syn.: Polygonatum macrophyllum Sweet, Polygonatum minutiflorum H.Lév., Polygonatum erythrocarpum Hua, Polygonatum kansuense Maxim. ex Batalin, Polygonatum leptophyllum (D.Don) Royle, Polygonatum jacquemontianum Kunth, Polygonatum roseum Hook. nom. illeg., Polygonatum angustifolium Bubani nom. illeg., Polygonatum verticillatum var. gracile Baker ex Aitch., Polygonatum verticillatum subsp. stellifolium (Peterm.) K.Richt.): Sie ist von Europa über Südwestasien und Russland sowie den Himalaja bis China weitverbreitet.[1][3]
- Polygonatum wardii F.T.Wang & Tang: Sie kommt von Assam bis Tibet vor.[1]
- Polygonatum yunnanense H.Lév.: Sie kommt im zentralen China vor.[1]
- Polygonatum zanlanscianense Pamp. (Syn.: Polygonatum kungii F.T.Wang & Tang, Polygonatum anhuiense D.C.Zhang & J.Z.Shao): Sie gedeiht in Wäldern und an schattigen feuchten Hängen in Höhenlagen von 800 bis 2700 Metern in den chinesischen Provinzen Gansu, Guangxi, Guizhou, Henan, Hubei, Hunan, Jiangsu, Jiangxi, Shaanxi sowie Sichuan und vielleicht in Zhejiang.[3]
- Polygonatum zhejiangensis X.J.Xue & H.Yao: Sie soll in der chinesischen Provinz Zhejiang vorkommen, aber die Flora of China 2000 listet sie nicht.[1]